# Českomoravská (metropolitana di Praga)
Českomoravská è una stazione della linea B della metropolitana di Praga.

## Storia
La stazione è stata attivata il 22 novembre 1990, come parte del prolungamento della linea B tra Florenc e questa stazione.
Il nome Zápotockého era originariamente previsto per questa stazione (dal nome del politico comunista ceco Antonín Zápotocký), ma l'idea fu abbandonata dopo la rivoluzione di velluto del 1989. L'attuale nome Českomoravská (letteralmente: Boemo-Moravo) deriva dalla grande azienda ingegneristica Českomoravská-Kolben-Daněk, che un tempo aveva sede nelle vicinanze.
Fino al 1998, anno del successivo prolungamento della linea, è stata il capolinea orientale della linea B.

## Strutture e impianti
La stazione è sotterranea ed è dotata di due binari, serviti da una banchina centrale.

## Servizi
- Biglietteria
- Servizi igienici

## Interscambi
- Fermata autobus (linee 151, 152 e 375)[2]